# Steven Jay Russell

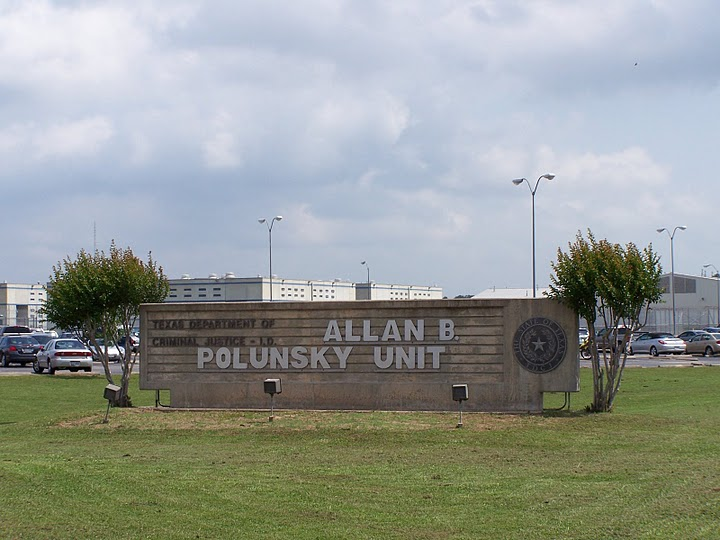
Polunsky Unit-gevangenis waar Russell momenteel verblijft

Steven Jay Russell (Elizabeth City, 14 september 1957) is een bekende Amerikaanse oplichter die enkele ingenieuze ontsnappingen deed uit diverse gevangenissen, steeds op 'vrijdag de dertiende'. Hij kreeg uiteindelijk een totale gevangenisstraf van 140 jaar.

## Biografie
Volgens Russell zelf startte hij met de misdaad begin 1990 nadat hij werd ontslagen uit het managementteam van een voedselbedrijf. Russell beweert dat de achterliggende reden van dit ontslag zijn homoseksualiteit was. Zijn eerste criminele activiteiten startte hij met doelbewuste, opgezette valpartijen in diverse warenhuizen en winkels waardoor hij van de verzekeringskantoren van die bedrijven hoge schadevergoedingen kreeg. Hij kreeg hiervoor een celstraf van zes maanden in de Harris County-gevangenis, maar ontsnapte al na vier weken. Hij kwam in bezit van burgerkledij en een walkietalkie en deed zich voor als een bewaker die na zijn shift naar huis ging. Hij zocht zijn liefdespartner Jimmy Cambell op, die stervende was ten gevolge van aids. Russell werd enige tijd later opnieuw gearresteerd en overgebracht naar de Harris County-gevangenis. Drie weken later stierf Cambell.
In de gevangenis ontmoet Russell een zekere Phillip Morris op wie hij verliefd wordt. Na hun vrijlating neemt Russell een levensstandaard aan die veel te hoog is voor zijn budget. Russell slaagt erin om financieel directeur te worden bij North American Medical Management. Daar speelt hij met de interesten van het bedrijf op de beurs, maar neemt de winsten voor zich. Zijn oplichting kwam uit toen hij reeds 800.000 dollar had ontvreemd. Zowel Russell en Morris werden hiervoor veroordeeld en kwamen daardoor terug in de Harris County-gevangenis. Uit vrees dat Russell zou vluchten, werd zijn waarborg op 950.000 dollar bepaald. Echter, Russell slaagt erin om te telefoneren met het management van de gevangenis en doet zich voor als de rechter die deze waarborg bepaalde. Zo verlaagt hij de waarborg naar 45.000 dollar. Via deze weg kwam Russell vrij. Hij werd opnieuw gearresteerd in een hotelkamer in West Palm Beach in Florida na speurwerk van de politie.
Russell werd veroordeeld tot 40 jaar gevangenschap omwille van de fraude bij NAMM. Hij werd overgebracht naar een streng bewaakte gevangenis in het Texaanse Huntsville. Daar ontvreemde hij tal van groene markeerstiften. Op een dag deed hij de inhoud van die stiften in zijn toiletpot en kleurde daarmee zijn reserve gevangenisuniform. Nadat dit was gedroogd, leek dit sterk op het groene uniform van de verpleegkundigen. Zo ontsnapte Russell alweer uit de gevangenis. Hij ging op zoek naar Morris en betaalde diens waarborg zodat ook hij vrijkwam. Beide mannen verhuisden naar Biloxi in Mississippi en maakten hoge winsten in de casino's. Russell werd opgemerkt door een US Marshal en opnieuw gearresteerd. Morris werd ook opgepakt.
Russell werd opnieuw overgebracht naar de gevangenis in Texas en kreeg een bijkomende celstraf van 45 jaar. Alweer kwam Russell tot een ingenieus plan: hij gebruikte laxeermiddellen waardoor hij sterk vermagerde. Hij slaagde erin om zijn medische fiche te vervalsen waardoor hij zogezegd aids had. Verder deed Russel alsof hij ook de aids-symptomen had. Hij overtuigde het management om hem over te brengen naar een extern verpleeghuis dat gespecialiseerd is in de opvang van dergelijke patiënten. Eenmaal daar belde hij opnieuw met de gevangenis en deed zich voor als een arts die op zoek was naar vrijwilligers voor een nieuw experiment dat mogelijk dodelijk afloopt. Daarop stelde hij zichzelf kandidaat. Enige tijd later belde hij terug naar de gevangenis in de rol van de arts met de melding dat Russell het experiment niet had overleefd en stuurde per post valse overlijdenscertificaten op.
Russell wou er alles aan doen om Morris ook terug uit de gevangenis te krijgen. Hij belde diens gevangenis op onder het mum als rechter en zei dat Morris een nieuwe advocaat had die op verre afstand woont van de gevangenis. Omwille van deze reden werd Morris overgeplaatst naar een gevangenis in Dallas. Vervolgens deed Russel zich voor als advocaat en bracht Morris een bezoek. De reden van de overplaatsing was puur omwille van het feit dat men Russel niet kende in Dallas. Echter vond de U.S. Marshal de overplaatsing verdacht en controleerde dezelfde dag de gevangenis in Dallas, maar was Russel reeds vertrokken.
Op 20 maart 1998 trachtte Russell, ditmaal onder het mom van miljonair, een lening van 75.000 dollar te verkrijgen bij NationsBank in Dallas. De bankverantwoordelijke vond dit een verdachte aanvraag en lichtte de politie in. Tijdens zijn arrestatie veinsde Russell een hartaanval waardoor hij werd overgebracht naar het ziekenhuis. Zijn ziekenhuiskamer werd bewaakt, maar alweer kon Russell ontsnappen door het ziekenhuis op te bellen en zich voor te doen als een FBI-agent die opdracht gaf om Russell te laten gaan.
Later vonden U.S. Marshals hem in Florida waar hij werd opgepakt. Hij kreeg een bijkomende gevangenisstraf waardoor de uiteindelijke teller op 140 jaar staat. Sinds 2010 verblijft Russell in de Allan B. Polunsky Unit waar hij 23 uur per dag zit opgesloten en slechts 1 uur krijgt voor beweging onder strenge bewaking.

## Verfilming
Het leven van Russell werd in 2009 verfilmd onder de titel I Love You Phillip Morris met Jim Carrey als Steven Jay Russell en Ewan McGregor als zijn vaste vriend Phillip Morris.